# Morten Andreas Meyer
Morten Andreas Meyer (født 20. oktober 1959 i Sarpsborg) er en norsk politiker (H) og bestyrelsesformand for fodboldklubben Hamarkameratene.
Han var statssekretær i Kommunal- og regionalministeriet fra 2001 til 2004, og blev derefter Arbejds- og administrationsminister da Victor Norman gik af. Hans ministerium blev senere omdøbt til Moderniseringsministeriet. Han var minister frem til regeringen gik af i efteråret 2005 efter nederlag i valg til Stortinget samme år.
Efter dette blev han chef for konsulentvirksomheden i IBM Norge.